# Obereisenheim
Obereisenheim ist ein Gemeindeteil der Gemeinde Eisenheim im unterfränkischen Landkreis Würzburg in Bayern und eine Gemarkung. Obereisenheim ist Sitz der Gemeindeverwaltung.

## Geografische Lage
Obereisenheim liegt im Norden des Eisenheimer Gemeindegebietes. Nördlich beginnt der Landkreis Schweinfurt. Die Gemeinde Wipfeld liegt Obereisenheim am nächsten. Östlich, durch den Main getrennt, beginnt der Volkacher Gemeindeteil Fahr im Landkreis Kitzingen. Im Süden schließt sich der Gemeindeteil Untereisenheim an. Westlich befindet sich die ebenfalls im Landkreis Würzburg gelegene Gemeinde Bergtheim.
Obereisenheim liegt naturräumlich im Mittleren Maintal, einem Naturraum der Mainfränkischen Platten. Hier grenzen die Naturräume Volkacher Mainschleife und das Obereisenheim-Wipfelder Maintal aneinander. Die südlich gelegene Mainschleife mit den engen Flusswindungen unterscheidet sich stark von dem eher offenen Maintal, das weiter nördlich beginnt.

## Geschichte
Nachdem die beiden Ortschaften Ober- und Untereisenheim zunächst als „Isanesheim“, Heim des Isan, im 8. Jahrhundert genannt wurden, kamen die beiden Dörfer auf gemeinsamer Mark zum Kloster Fulda. Zuvor besaßen sie wohl der Lobdengaugraf Warin und seine Frau Friederun, die Mattonen um Matto und seinem Bruder Megingaud dem Jüngeren und der Franke Reginold.
Erst im 14. Jahrhundert, 1346, wurde Obereisenheim als eigenständige Siedlung genannt. Damals hatten die Grafen von Castell die Vogtei inne und waren auch zum größten Lehnsherren im Ort aufgestiegen. Die Grafen mussten aufgrund von Schulden ihr Dorf häufig verpfänden. Im Jahr 1484 verpflichteten sich sogar die Dorfbewohner selbst, Obereisenheim auszulösen. Die Pfarrei war in den Händen des Stephansklosters in Bamberg, das die Ansprüche auf die Zeit der Kaiserin Kunigunde zurückführte.
Im Zeitalter der Reformation übernahmen die Obereisenheimer das Bekenntnis ihrer gräflichen Dorfherren und wurden im 16. Jahrhundert evangelisch. Im Juni 1553 wurde das Dorf während des Markgrafenkrieges von würzburgisch-hochstiftischen Reitern an einem Tag zweimal geplündert. Auch im Dreißigjährigen Krieg hatte das Dorf zu leiden, eine Korporalschaft, etwa 40 Mann, der kaiserlichen Armee lag dort im Quartier.
Die Einquartierungen führten dazu, dass die Bevölkerung kaum ein Auskommen hatte. Erst durch die Förderung des Grafen Johann Friedrich zu Castell-Rüdenhausen konnte Obereisenheim wieder aufgebaut werden. Der Graf erteilte seinem Dorf im Jahr 1747 auch das Recht, einen Markt zu veranstalten. Im Jahr 1796 kam es wiederum zu Einquartierungen und Durchzügen. Während der Napoleonischen Kriege besetzten französische Soldaten das Dorf.
Kurz vor Ende des Zweiten Weltkrieges erlebten die Dorfbewohner zwei Luftangriffe. Am 11. und am 23. Februar 1944 bombardierten amerikanische Flugzeuge das Dorf, die Attacke galt wohl ursprünglich der nahen Industriestadt Schweinfurt. Obereisenheim wurde mit Brandbomben beschossen. Am 7. April 1945 eroberten die Amerikaner das Dorf. Sie sprengten einige Tage später  die Mainfähre, weil sie einen Gegenstoß befürchteten.

### Ehemalige Gemeinde
Die Gemeinde Obereisenheim, die nur aus dem Ort Obereisenheim bestand, gehörte bis 1872 zum Bezirksamt Volkach und kam bei dessen Auflösung zum Bezirksamt Gerolzhofen, dem späteren Landkreis Gerolzhofen. Zum 1. Juli 1972 kam die Gemeinde zum Landkreis Würzburg, da der Landkreis Gerolzhofen aufgelöst wurde. 1978 wurde aus den Gemeinden Obereisenheim und Untereisenheim die neue Gemeinde Eisenheim gebildet.

## Sehenswürdigkeiten

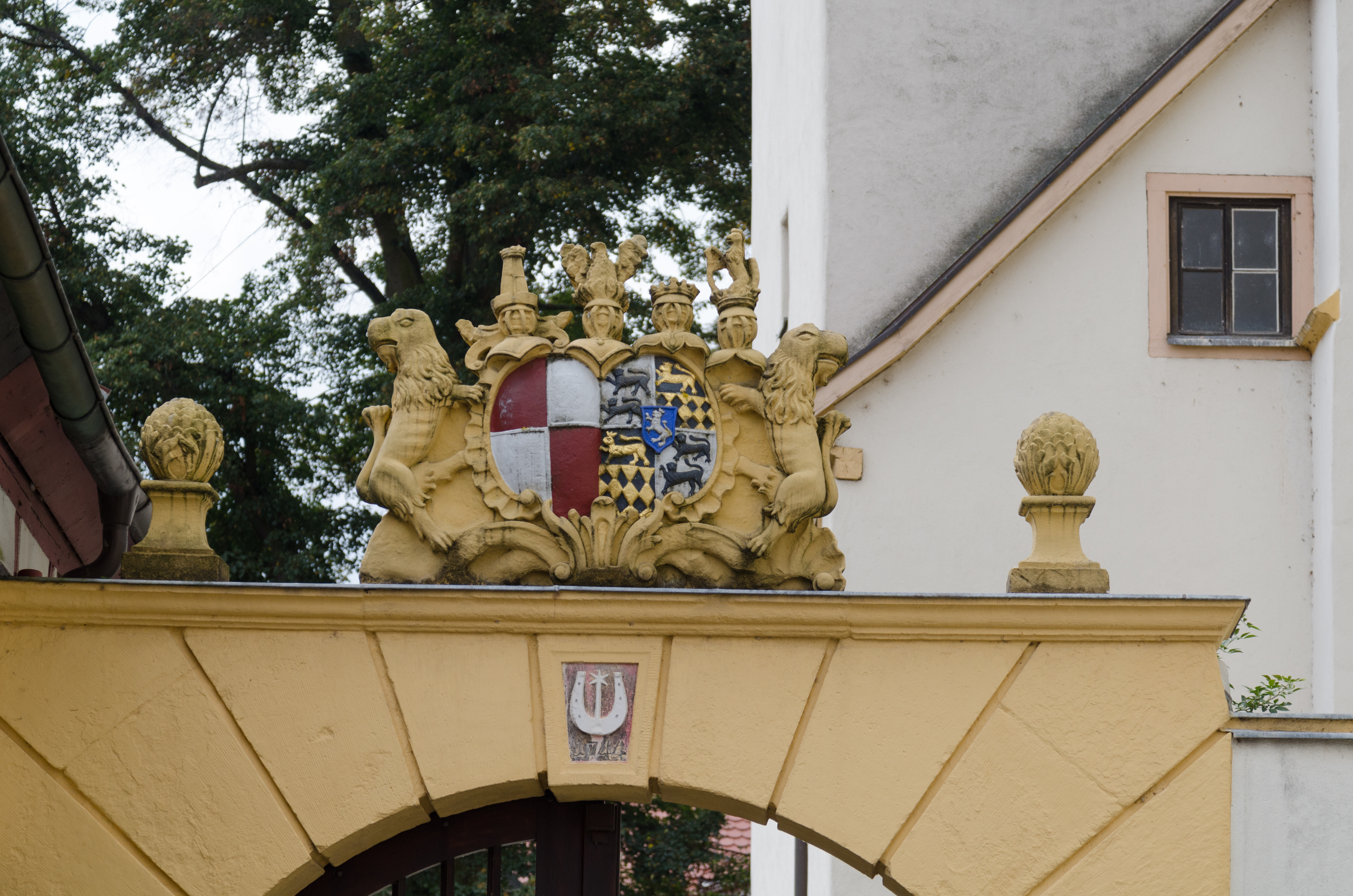
Das Friedhofsportal von 1744

Den Mittelpunkt des Ortes bildet die Evangelische Pfarrkirche. Sie entstand zu großen Teilen um 1496 und wurde zu Beginn des 17. Jahrhunderts erneuert. Damals erhielt das Gotteshaus den typischen Achteckturm. Innen befinden sich mehrere wertvolle Denkmäler. Der Taufstein stammt von 1523, der zweisäulige Altar entstand um 1700 und hat statt eines Blattes ein großes Kruzifix. In der Kirche befindet sich die einzige erhaltene Orgel von Johann Adam Brandenstein.
Um die Kirche hat sich die alte Friedhofsmauer erhalten. Die Zugehörigkeit zur Grafschaft Castell wird anhand eines Rundbogenportals mit Wappen von 1744 deutlich. Der Friedhof wurde im 17. Jahrhundert verlegt und mit einer schlichten Renaissance-Kapelle von 1612 ausgestattet. Mehrere Grabdenkmäler auf dem neuen Friedhof stammen aus dem 19. und 20. Jahrhundert.
Ursprünglich war Obereisenheim von einer starken Befestigung umgeben, der Graben um den Ort ist noch an vielen Stellen erkennbar. Daneben haben sich Mauerreste an einigen Stellen erhalten. Innerhalb des Mauerrings lag das Gemeindehaus, das bis ins 20. Jahrhundert das Rathaus war. Es hat ein ausladendes Mansarddach. Viele Wohnhäuser aus vergangenen Zeiten prägen das Ortsbild.

## Weinbau
Obereisenheim ist heute bedeutender Weinbauort im Anbaugebiet Franken. Eine Weinlage existiert um das Dorf, der Wein wird seit den 1970er Jahren unter dem Namen Obereisenheimer Höll vermarktet. Obereisenheim ist Teil des Bereichs Volkacher Mainschleife, bis 2017 waren die Winzer im Bereich Maindreieck zusammengefasst. Die Keuperböden um Obereisenheim eignen sich ebenso für den Anbau von Wein, wie die Lage in der Maingauklimazone, die zu den wärmsten Deutschlands gehört. 
Bereits seit dem Frühmittelalter betreiben die Menschen um Obereisenheim Weinbau. Die fränkischen Siedler brachten wohl im 7. Jahrhundert die Rebe mit an den Main. Erstmals erwähnt wurde der Anbau von Weintrauben um das Dorf bereits im Jahr 788. Im Mittelalter gehörte die Region zum größten zusammenhängenden Weinbaugebiet im Heiligen Römischen Reich. Die Menschen betrieben zumeist Nebenerwerbsweinbau zur Selbstversorgung, gleichzeitig bildeten sich bereits Exportzentren insbesondere entlang des Maines heraus. Obereisenheim setzte seine Produkte auf dem Markt im nahen Volkach um.
Der Weinbau erlebte nach der Säkularisation zu Beginn des 19. Jahrhunderts einen umfassenden Niedergang. Vor allem klimatisch weniger begünstige Lagen gab man vollständig auf. Zusätzlich erschwerte das Aufkommen von Schädlingen wie der Reblaus den Anbau. Konsolidieren konnte sich die Weinbauregion Franken erst wieder in der zweiten Hälfte des 20. Jahrhunderts. Der Einsatz von Düngern und verbesserte Anbaumethoden hatten dazu ebenso beigetragen wie die Organisation in Genossenschaften und die Flurbereinigung der 1970er Jahre.
In Obereisenheim prägt die Aufzucht und Ernte des Weines noch heute den Jahresablauf. Die vielen Weingüter sind ein wichtiger Wirtschaftszweig des Dorfes. Daneben nimmt auch der weinbezogene (Kultur-)Tourismus mittlerweile einen großen Stellenwert ein. So errichtete man in den Weinbergen rings um Obereisenheim einen Silvanerwanderweg. Daneben öffnen die Winzerbetriebe im Frühling und Sommer ihre Höfe und werden zu Heckenwirtschaften. Mittelpunkt des Festkalenders ist allerdings das Obereisenheimer Straßenweinfest Anfang Juli.
| Weinlage | Größe 1887 | Größe 1940 | Größe 1976 | Größe 1993 | Himmelsrichtung | Hangneigung | Hauptrebsorten | Großlage            |
| -------- | ---------- | ---------- | ---------- | ---------- | --------------- | ----------- | -------------- | ------------------- |
| Höll     | 87 ha      | 30 ha      | 45 ha      | 150 ha     | Südsüdwesten    | 30–40 %     | Müller-Thurgau | Volkacher Kirchberg |